# 靜觀
莎都（sadu）是中華民國南投縣仁愛鄉德鹿谷村的一個聚落，名稱取自原住民語中的“澀梨”（moquban nasi），正名前稱為靜觀，位於濁水溪上游左岸，尾上山北方山腹海拔約1500公尺的平坦地帶。